# Linda Evans
Linda Evans, cuyo nombre de nacimiento es Linda Evenstad (Hartford, Connecticut, 18 de noviembre de 1942) es una actriz de televisión estadounidense, de ascendencia noruega.

## Biografía
Conocida principalmente por su labor en teleseries, sus dos papeles más famosos son el de Audra Barkley en la serie Valle de pasiones (1965-1969), que protagonizaron Barbara Stanwyck y Lee Majors; y sobre todo el de Krystle Carrington en Dinastía (1981-1989). Aunque su carrera en el cine ha sido comparativamente más modesta, destacan dos filmes: Avalanche Express (1979), con Lee Marvin y Robert Shaw, y Tom Horn (1980), que coprotagonizó con Steve McQueen.
Gracias al nombre de su personaje en Dinastía, donde era la principal oponente femenina de Joan Collins, Linda Evans inició en 1984 una exitosa campaña para promocionar bebidas con el nombre de Crystal Light.
Ha estado casada dos veces. Su segundo marido fue el productor cinematográfico y exmarido de Ursula Andress, John Derek (1968 a 1974), quien se casaría con Bo Derek tras divorciarse de ella. Evans estuvo comprometida con el músico griego Yanni desde 1989 hasta 1998.
La actriz aparece de forma regular en las listas de mujeres más hermosas de los Estados Unidos. Ha aparecido en la portada de la revista Playboy Magazine en dos ocasiones: la primera en 1971 y la segunda en 1982 al cumplir los cuarenta años. Evans tiene una estrella en el Boulevard de la fama de Hollywood. Actualmente reside en Tacoma y dirige una cadena de gimnasios.

## Filmografía
- Twilight of Honor (1964)
- Those Calloways (1965)
- Beach Blanket Bingo (1965)
- Childish Things (1969)
- The Klansman (1974)
- Mitchell (1975)
- Avalanche Express (1979)
- Tom Horn (1980)
- Trekkies (1997, documental)

## Televisión
- Bachelor Father en episodio "A Crush on Bentley"con su futura coestrella de Dynasty John Forsythe (1960)
- The Adventures of Ozzie & Harriet (5 episodes, 1960-1962)
- The Eleventh Hour como Joan Clayton en episodio titulado "Where Ignornant Armies Clash" (1963)
- The Big Valley (1965-1969)
- Female Artillery (1973)
- Nakia (1974)
- The Big Rip-Off (1975)
- Hunter (1976, pilot for series)
- Hunter (1977, cancelada luego de 8 episodios)
- Nowhere to Run (1978)
- Standing Tall (1978)
- Dinastía (1981-1989)
- Bare Essence (1982)
- Kenny Rogers as The Gambler: The Adventure Continues (1983)
- North and South, Book II 1986, miniserie)
- The Last Frontier (1986)
- She'll Take Romance (1990)
- Dynasty: The Reunion (1991)
- The Gambler Returns: Luck of the Draw (1991)
- Dazzle (1995)
- The Stepsister (1997)
- Hells Kitchen winner (UK) (2009)
- Revenge (USA) (2014)